# MSG Prime Minister’s Cup
MSG Prime Minister’s Cup, dawniej Melanesia Cup – turniej reprezentacji w piłce nożnej mężczyzn z Melanezji rozgrywany od 1988. Najwięcej razy, pięciokrotnie zwyciężała w nim reprezentacja Fidżi. Turniej jest rozgrywany systemem kołowym.

## Uczestnicy
- Fidżi
- Papua-Nowa Gwinea
- Nowa Kaledonia
- Wyspy Salomona
- Vanuatu

## Wyniki
| Rok                      | Gospodarz             | I miejsce             | II miejsce            | III miejsce           |
| Melanesia Cup            | Melanesia Cup         | Melanesia Cup         | Melanesia Cup         | Melanesia Cup         |
| ------------------------ | --------------------- | --------------------- | --------------------- | --------------------- |
| 1988                     | Wyspy Salomona        | Fidżi                 | Wyspy Salomona        | Nowa Kaledonia        |
| 1989                     | Fidżi                 | Fidżi                 | Nowa Kaledonia        | Wyspy Salomona        |
| 1990                     | Vanuatu               | Vanuatu               | Nowa Kaledonia        | Fidżi                 |
| 1992                     | Vanuatu               | Fidżi                 | Nowa Kaledonia        | Wyspy Salomona        |
| 1994                     | Wyspy Salomona        | Wyspy Salomona        | Fidżi                 | Papua-Nowa Gwinea     |
| 1996                     | Turniej nie odbył się | Turniej nie odbył się | Turniej nie odbył się | Turniej nie odbył się |
| 1998                     | Vanuatu               | Fidżi                 | Vanuatu               | Wyspy Salomona        |
| 2000                     | Fidżi                 | Fidżi                 | Wyspy Salomona        | Vanuatu               |
| MSG Prime Minister’s Cup |                       |                       |                       |                       |
| 2022                     | Vanuatu               | Papua-Nowa Gwinea     | Vanuatu               | Fidżi                 |
| 2023                     | Nowa Kaledonia        | Wyspy Salomona        | Nowa Kaledonia        | Vanuatu               |
| 2024                     | Wyspy Salomona        | Papua-Nowa Gwinea     | Fidżi                 | Wyspy Salomona        |

## Tabela Turnieju
| M. | Reprezentacja     | I miejsce | II miejsce | III miejsce | Razem |
| -- | ----------------- | --------- | ---------- | ----------- | ----- |
| 1  | Fidżi             | 5         | 2          | 2           | 9     |
| 2  | Wyspy Salomona    | 2         | 2          | 4           | 8     |
| 3  | Papua-Nowa Gwinea | 2         | 0          | 1           | 3     |
| 4  | Vanuatu           | 1         | 2          | 2           | 5     |
| 5  | Nowa Kaledonia    | 0         | 4          | 1           | 5     |